# III. třída okresu Uherské Hradiště
III. třída okresu Uherské Hradiště (též zvaná jako Okresní soutěž – okres Uherské Hradiště) je 9. nejvyšší fotbalovou soutěží v republice.

## Vítězové

### III. třída okresu Uherské Hradiště
| Ročník    | Vítězný tým                    |
| --------- | ------------------------------ |
| 2002/2003 | TJ Sušice                      |
| 2003/2004 | TJ Bílovice                    |
| 2004/2005 | SK Ostrožská Lhota             |
| 2005/2006 | TJ Družstevník Popovice        |
| 2006/2007 | TJ Sokol Kostelany nad Moravou |
| 2007/2008 | TJ Sokol Nezdenice             |
| 2008/2009 | TJ Tatran Havřice              |
| 2009/2010 | TJ Vlčnov                      |
| 2010/2011 | SK Mařatice                    |
| 2011/2012 | FK Kunovice                    |
| 2012/2013 | TJ Jiskra Staré Město          |

### III. třída okresu Uherské Hradiště skupina A
| Ročník    | Vítězný tým        |
| --------- | ------------------ |
| 2013/2014 | TJ Bílovice        |
| 2014/2015 | FK Uherský Ostroh  |
| 2015/2016 | TJ Topolná         |
| 2016/2017 | 1. FC Polešovice   |
| 2017/2018 | TJ Sokol Jankovice |
| 2018/2019 |                    |

### III. třída okresu Uherské Hradiště skupina B
| Ročník    | Vítězný tým          |
| --------- | -------------------- |
| 2013/2014 | TJ Dolní Němčí „B“   |
| 2014/2015 | FC Bánov             |
| 2015/2016 | TJ Sokol Březová     |
| 2016/2017 | TJ Sokol Nezdenice   |
| 2017/2018 | TJ Sokol Horní Němčí |
| 2018/2019 |                      |